# Hunyadi osztály
A Hunyadi osztály három folyami motoros kirándulóhajóból álló hajóosztály, melyek egységeit az Újpesti Hajójavító üzem építette a MAHART megrendelésére 1963-66 között. Mindhárom hajó a mai napig szolgálatban van a Dunán, és a legismertebb magyar hajók közé tartoznak. 

## A hajók

### Táncsics
Nevét Táncsics Mihály író, politikus után kapta.
- ENI szám: 8601309
- Hívójel: HGTC

### Rákóczi
Nevét II. Rákóczi Ferenc erdélyi fejedelem után kapta.
- ENI szám: 8601325
- Hívójel: HGRO

### Hunyadi
Nevét Hunyadi János magyar kormányzó után kapta.
- ENI szám: 8601326
- Hívójel: HGHU

## Képek

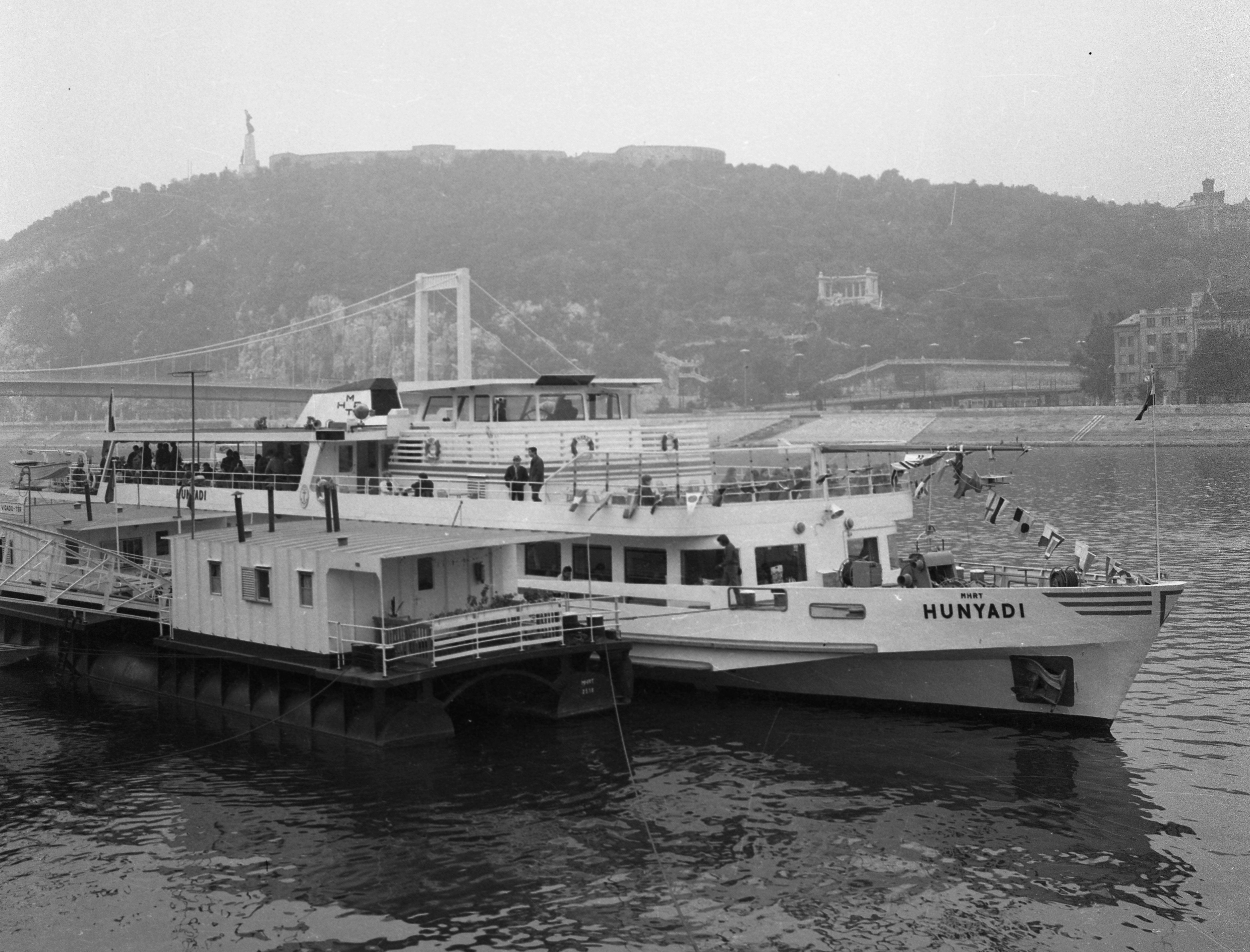
A Hunyadi 1972-ben
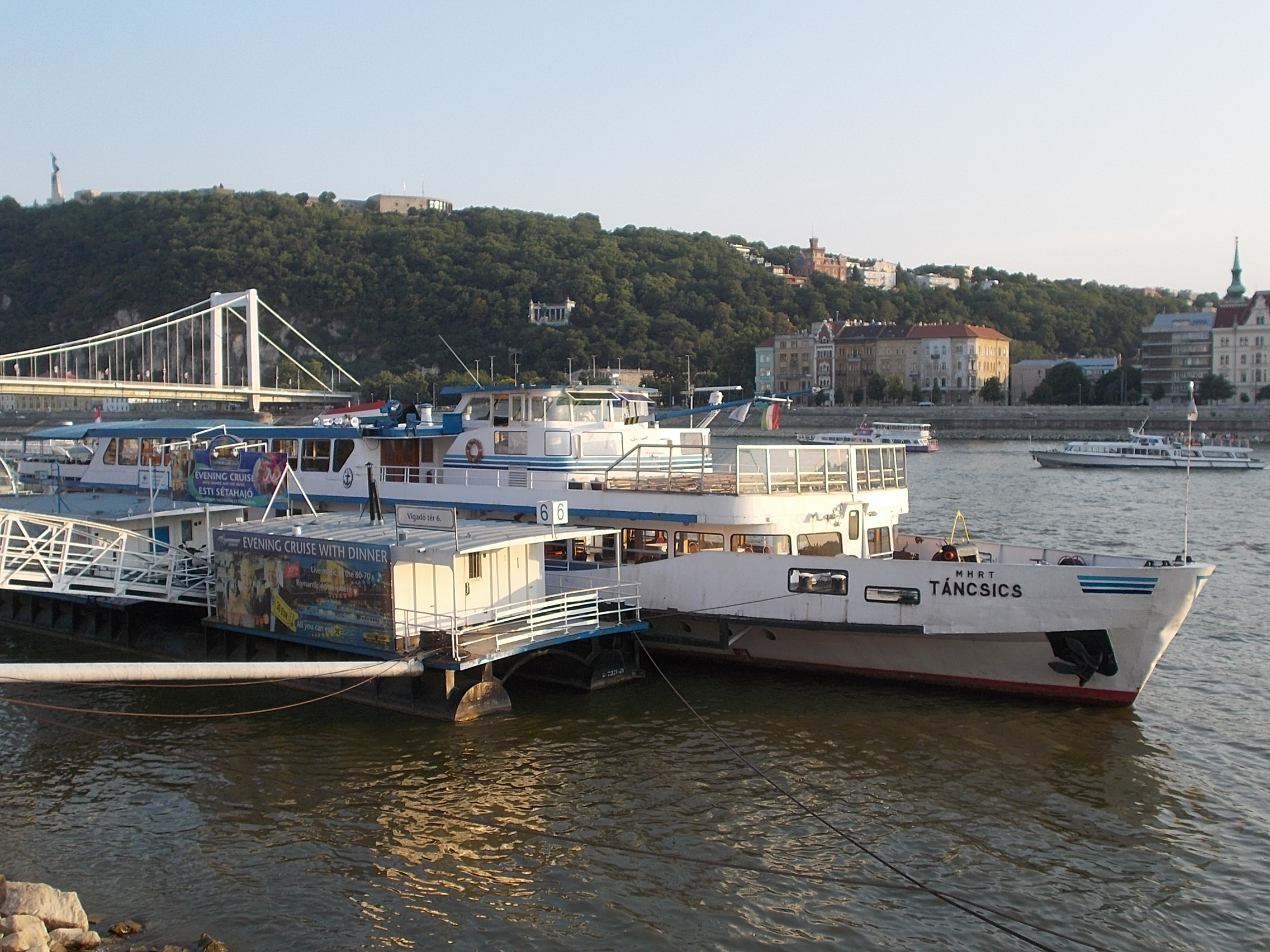
A Táncsics 2017-ben
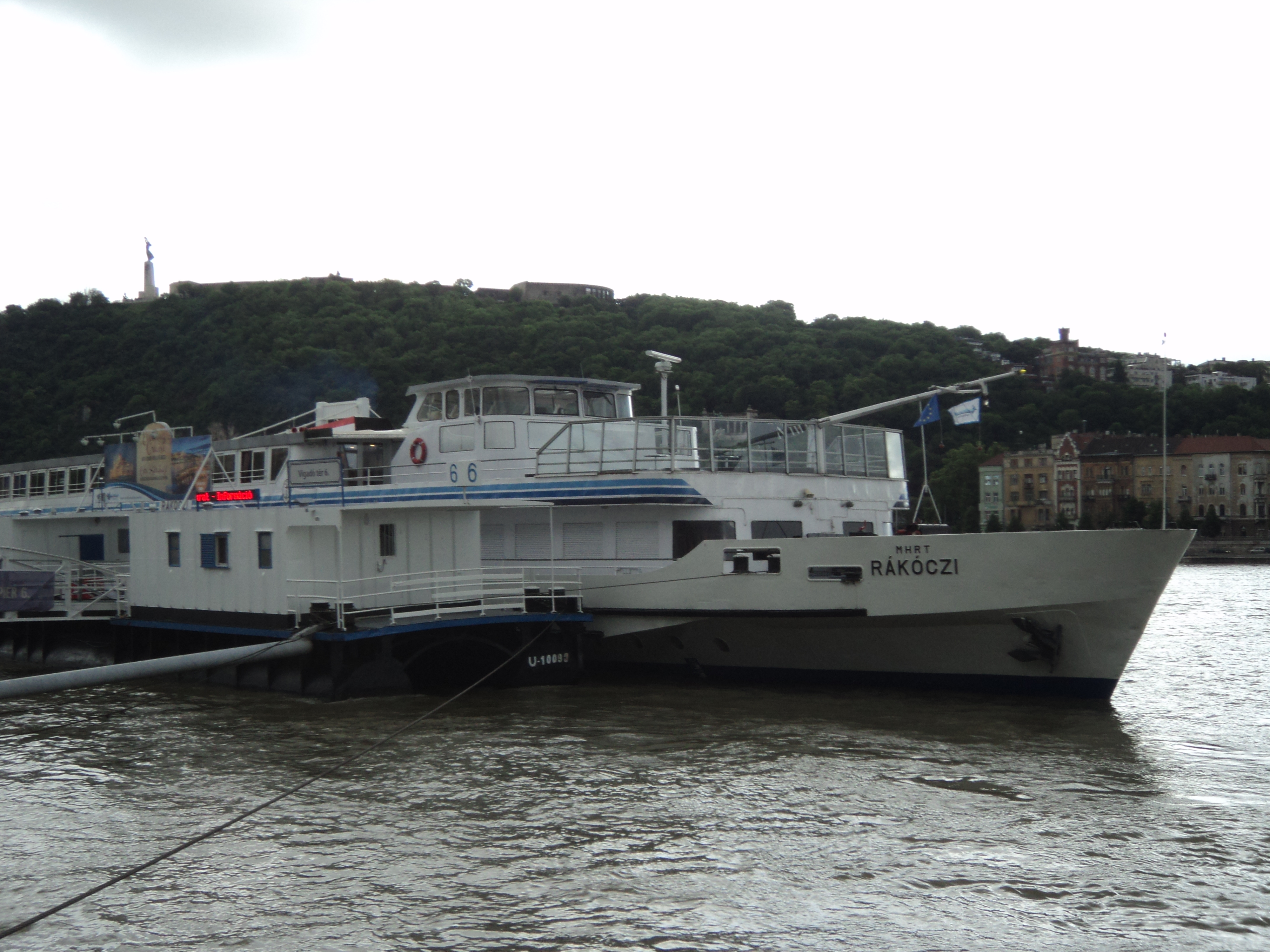
A Rákóczi 2019-ben